# 1195
1195 (MCXCV) je bilo navadno leto, ki se je po julijanskem koledarju začelo na nedeljo.

## Dogodki

### Slovenija
- Umrlega oglejskega patriarha Gotfrida († 1194) nasledi Pilgrim II. 1204 ↔

### Evropa
- 24. junij - Ker je meissenški mejni grof Albert I. Ponosni umrl brez naslednikov, se bogate marke polasti nemški kralj Henrik VI.
- 18. julij - Almohadski kalif Jakub al-Mansur odločujoče porazi kastiljsko vojsko pod vodstvom kralja Alfonza VIII.. Pot do zavzetja Toleda je odprta, vendar kalif te priložnosti ne izkoristi in se vrne v Seviljo. Namesto tega na obmejnem območju ustvari širok opustošeni pas.
  - Jakub al-Almansur prežene z dvora svojega zdravnika in vsestranskega učenjaka Ibn Rušda. Njegove knjige ukaže uničiti.
- 6. avgust - Umrlega vojvodo Braunschweiga Henrika Leva nasledi sin Oton.
- 8. november - Posesti umrlega porenskega palatinskega grofa Konrada Hohenstaufna nasledi velfovski zet Henrik V. Braunschweigovski, sicer drugi sin Henrika Leva.
- 17. december - Po smrti grofa Baldvina V. Hainauškega podedujeta njegove posesti sinova: Baldvin grofiji Hainaut (VI.) in Flandrijo (IX.) ter Filip marko Namur.
- Rhodrija ab Owaina, umrlega valižanskega kralja (polovice) žepne kraljevine Gwynedd, nasledi nečak Llywelyn Veliki.
- Bizantinsko cesarstvo: Alekseju, starejšemu bratu cesarja Izaka II. Angela uspe izvesti puč, medtem ko se le-ta zadržuje na lovu. Svojega brata oslepi in vrže v zapor. 1203↔
- V Normandiji se nadaljuje vojna med angleškim kraljem Rihardom Levjesrčnim in francoskim Filipom II. 1196 ↔

### Bližnji vzhod
- 1. junij - Bitka pri Šamkorju: zmaga Gruzijcev nad azerbajdžanskimi Eldenizi.
- Egiptovski vladar Al-Aziz poskuša uničiti piramide v Gizi. Ker rušenja trajajo (pre)počasi, odneha. Začne z Mikerinovo piramido, najmanjšo od treh velikih[1]. Precej draga delovna sila zmore odstraniti zgolj po enega ali dva kamna na dan. Vse, kar naredijo, je velika vertikalna luknja na severni strani piramide. V ostali, večji piramidi ne posežejo.
- Jeruzalemski kralj Henrik II. Šampanjski posreduje v sporu med armenskim kiklijskim knezom Leonom II. in ujetim antioškim knezom Bohemondom III. in doseže mirovni sporazum med njima.

## Rojstva
- 15. avgust - Fernando de Bulhões - sveti Anton Padovanski, portugalski frančiškan, teolog, svetnik († 1231)
- Alicija Šampanjska, princesa, ciprska kraljica, regentinja († 1247)
- Amalrik VI. Montforški, touluški grof, francoski konstabl († 1241)
- Filip II. Courtenayjski, mejni grof Namurja († 1226)
- Godfrej II. iz Villehardouina, francoski vitez, knez Ahaje († 1246)
- Hugo I., ciprski kralj († 1218)
- papež Inocenc IV. († 1254)
- Janez iz Holywooda, angleški astronom († 1256)
- Konrad iz Marburga, nemški inkvizitor, križar († 1233)
- Perceval Doria, sicilski gibelinski plemič, trubadur († 1264)
- Riccardo Filangieri, italijanski vojskovodja († 1254)
- Roger-Bernard II., okcitanski grof Foixa, izobčenec († 1241)
- Svantopolk II., vojvoda Pomerelije-Gdanska († 1266)
- papež Urban IV. († 1264)

## Smrti
- 24. junij - Albert I. Ponosni, mejni grof Meissena (* 1158)
- 25. julij - Herrad Landsberška, alzaška redovnica, enciklopedistka (* 1130)
- 6. avgust - Henrik Lev, bavarski in saški vojvoda (* 1129)
- 8. november - Konrad Hohenstaufen, pfalški grof (* 1135)
- 17. december - Baldvin V., grof Hainauta, et al. (* 1150)
- Bertold z gore Karmel, francoski puščavnik, svetnik, ustanovitelj karmeličanov
- Gualdim Pais, portugalski križar, voditelj portugalskih templarjev (* 1118)
- Guilhem de Berguedan, katalonski trubadur, vikont Berguedàna (* 1130)
- Rhodri ab Owain, valižanski kralj Gwynedda (* 1135)
- Roggerio Frugardo, italijanski zdravnik in kirurg (* 1140)